# Масненко Віталій Васильович
Масненко Віталій Васильович (1 грудня 1963 року, Черкаси) — український історик, історіограф, доктор історичних наук (2002), професор (2004), дійсний член НТШ (2005).
У 1986 році з відзнакою закінчив історичний факультет Харківського державного університету ім. М. Горького (нині Харківський національний університет ім. В. Каразіна).
У 1993 році захистив кандидатську дисертацію «Суспільно-політичні позиції інтелігенції України в 1921—1928 роках» (науковий керівник — доктор історичних наук, професор В. Курило).
У 2002 році захистив докторську дисертацію «Історична думка у процесі розвитку національної свідомості українців (кінець ХІХ — перша третина XX ст.)» (науковий консультант — доктор історичних наук, професор О. Майборода).

## Викладацька діяльність
Від 1986 року працює в Черкаському державному педінституті (нині Черкаський національний університет ім. Богдана Хмельницького): старший лаборант, асистент, доцент, професор, завідувач кафедри історії України 2002—2012 роки, проректор із наукової роботи 2005—2007 років, а від 2012 року — професор кафедри історії України.

## Наукова діяльність
Спеціалізується переважно на дослідженні: теоретичних проблем історичної науки, інтелектуальної історії XIX-ХХ ст., історіографії, національної свідомості та становленні модерних націй, історії української інтелігенції, біографістики, історії Церкви, етногенезу українців, традиційної української культури, етнології.
Автор понад 360 наукових праць.
Під керівництвом В. Масненка захищено 11 кандидатів історичних наук. Науковий консультант 3 докторів історичних наук.
Був головним редактором «Вісника Черкаського університету», входить до складу редколегій колективних наукових праць і періодичних фахових видань.

## Громадська діяльність
Член низки наукових товариств: НТШ, Українського історичного товариства, «Towarzystwa Historiograficznego» (Польща). Член Національного бюро Національної асоціації україністів.
Очолює Осередок НТШ у Черкасах.
Член Топонімічної комісії міськвиконкому Черкаської міської ради. Співавтор «Концепції топонімічної політики у м. Черкаси».

## Основні праці
- Масненко В. В. Історичні концепції М. С. Грушевського та В. К. Липинського. Методологічний і суспільно-політичний виміри української історичної думки 1920-х років. — К., Черкаси: Брама ІСУЕП, 2000—284 с.;
- Масненко В. В. Історична думка та націотворення в Україні (кінець ХІХ — перша третина XX ст.). — К., Черкаси: Відлуння-Плюс, 2001—440 с.;
- «Українізація» 1920-30-х років: передумови, здобутки, уроки. Колективна монографія / За ред. В. А. Смолія — Ін-т історії України НАН України — К., 2003—392 с. (у співавторстві)[1];
- Освітяни Черкащини — жертви радянського тоталітарного режиму: документальне видання / Упоряд. В. В. Масненко (наук. ред.), В. С. Романов, С. О. Шамара. — Черкаси: «Брама-Україна», 2009. — 272 с.;
- Історична наука, історична пам'ять та національна свідомість модерної доби в Україні, Білорусі та Польщі / Упоряд. В. В. Масненко, Ю. П. Присяжнюк (Серія «Історіографічні студії» Вип.1). — Черкаси: «Вертикаль», видавець ПП Кандич С. Г., 2011. — 182 с.;
- Масненко В. В., Ракшанов В. Б. Українська хата. Науково-популярне видання. — Черкаси: Брама-Україна, 2012. — 190 с.[2]
- [3]